# Yoram Ben Zeev
Yoram Ben-Zeev (*Mandato británico de Palestina, 20 de julio de 1944) es un diplomático israelí. Desde el 12 de diciembre de 2007 es el actual embajador de Israel en Berlín, Alemania.

## Biografía

### Educación
Nacido en el Mandato británico de Palestina (actual Israel), realizó sus estudios en la Escuela Militar de Israel donde se graduó en 1962. Desde su graduación sirvió como teniente en las Fuerzas de Defensa de Israel hasta 1966. Sus estudios para la licenciatura de Relaciones Internacionales se vieron interrumpidos en 1967, tras el estallido de la guerra de los Seis Días, donde resultó herido.[2] En 1970 obtuvo el BA en Relaciones Internacionales en la Universidad Hebrea de Jerusalén y en 1972 un máster de postgrado en Estudios del Oriente Medio y Ciencias Políticas del mismo centro de estudios. En 1974 realizó estudios de chino en la Universidad de Hong Kong.
Además del hebreo, domina el inglés, árabe, chino  y alemán.

### Trayectoria en el Ministerio de Relaciones Exteriores
Yoram Ben-Zeev tiene una vasta trayectoria diplomática que comenzó en el año 1973 cuando se integró al servicio diplomático. 
Entre los años 1973 y 1974 fue cónsul en el Consulado General de Israel en Hong Kong. Posteriormente, entre 1974 - 1977, asumió como Primer Secretario en la Embajada de Israel en Manila, Filipinas.
Entre 1977 - 1981 fue Asistente Principal de la División de Oriente Medio en el Ministerio de Relaciones Exteriores de Israel. Al término de esta función, entre 1981 - 1985, cumplió funciones como Cónsul de Comunicación y Asuntos Públicos en el Consulado de Israel en Los Ángeles, Estados Unidos
De 1985 a 1987 fue director Adjunto del Departamento de Relaciones Públicas del Estado de Israel y de 1987 a 1993 fue director General Adjunto de la Oficina del Presidente del Estado de Israel y Asesor de Política Exterior del Presidente Chaim Herzog.
Entre los años 1993 - 1995 fue Coordinador para el proceso de paz del Ministerio de Relaciones Exteriores de Israel y como Director General Adjunto para el Medio Oriente, fue coordinador de la delegación israelí en las conversaciones de paz entre Israel y Jordania en la preparación para la firma de la Declaración de Principios de septiembre de 1993, más conocido como los Acuerdos de Oslo, durante el mandato del primer ministro de Israel Yitzhak Rabin.
De 1995 a 1999 fue Cónsul General del Consulado General de Israel para el sudoeste de los Estados Unidos en la ciudad de Los Ángeles, California
Desde 1999 hasta el 2007 fue el director general del Ministerio de Relaciones Exteriores de Israel para Norteamérica. En el 2000 fue enviado del primer ministro Ehud Barak  para la preparación de la segunda Cumbre de Camp David. Fue también miembro de varias delegaciones a nivel estratégico, incluyendo la participación de la delegación para la preparación del Memorando de Entendimiento (MOU) entre 2003 y 2004 , en Washington D. C. y Presidente del Comité de dirección del MFA en preparación para el año 2010.
Desde el 12 de diciembre de 2007 es embajador de Israel en Berlín, Alemania.